# Оук-Ридж (Флорида)
Оук-Ридж (англ. Oak Ridge) — переписна місцевість (CDP) в США, в окрузі Орандж штату Флорида. Населення — 25 062 особи (2020).

## Географія
Оук-Ридж розташований за координатами 28°28′23″ пн. ш. 81°24′57″ зх. д. / 28.47306° пн. ш. 81.41583° зх. д. (28.472938, -81.415830).  За даними Бюро перепису населення США в 2010 році переписна місцевість мала площу 9,72 км², з яких 9,24 км² — суходіл та 0,47 км² — водойми.

## Демографія
Згідно з переписом 2010 року, у переписній місцевості мешкало 22 685 осіб у 7379 домогосподарствах у складі 5147 родин. Густота населення становила 2335 осіб/км².  Було 8201 помешкання (844/км²).
Расовий склад населення:
| - 40,0 % — чорних або афроамериканців - 38,8 % — білих - 4,3 % — азіатів - 0,6 % — корінних американців - 0,3 % — вихідців з тихоокеанських островів - 11,2 % — осіб інших рас |

До двох чи більше рас належало 4,7 %. Частка іспаномовних становила 44,0 % від усіх жителів.
За віковим діапазоном населення розподілялося таким чином: 27,4 % — особи молодші 18 років, 65,9 % — особи у віці 18—64 років, 6,7 % — особи у віці 65 років та старші. Медіана віку мешканця становила 30,3 року. На 100 осіб жіночої статі у переписній місцевості припадало 103,9 чоловіків;  на 100 жінок у віці від 18 років та старших — 102,7 чоловіків також старших 18 років.
Середній дохід на одне домашнє господарство  становив 38 515 доларів США (медіана — 30 894), а середній дохід на одну сім'ю — 38 992 долари (медіана — 31 694). Медіана доходів становила 22 476 доларів для чоловіків та 25 036 доларів для жінок. За межею бідності перебувало 29,1 % осіб, у тому числі 50,8 % дітей у віці до 18 років та 18,1 % осіб у віці 65 років та старших.
Цивільне працевлаштоване населення становило 11 671 особа. Основні галузі зайнятості: мистецтво, розваги та відпочинок — 27,4 %, освіта, охорона здоров'я та соціальна допомога — 13,5 %, роздрібна торгівля — 11,6 %, науковці, спеціалісти, менеджери — 11,5 %.